# حركة النظافة الاجتماعية

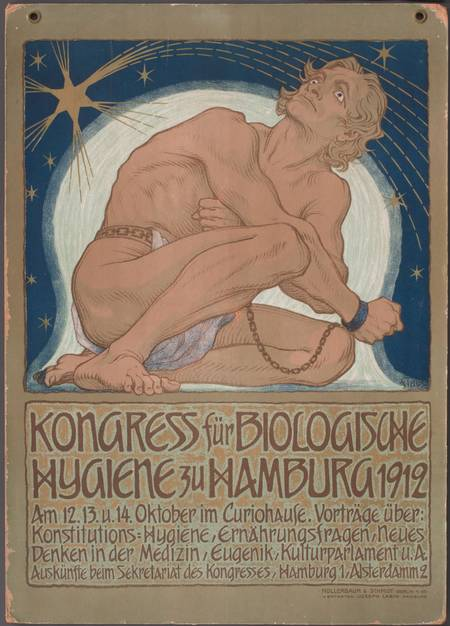
ملصق لمؤتمر النظافة في هامبورغ، 1912

حركة النظافة الاجتماعية محاولة من قبل الإصلاحيين في العصر التقدمي للسيطرة على الأمراض التناسلية، وتنظيم الدعارة والرذيلة، ونشر التربية الجنسية من خلال استخدام أساليب البحث العلمي وتقنيات وسائل الإعلام الحديثة. نمت النظافة الاجتماعية كمهنة جنبًا إلى جنب مع العمل الاجتماعي وحركات الصحة العامة الأخرى في ذلك العصر. وشدد أخصائيو الصحة الاجتماعية على الكبح الجنسي والانضباط الذاتي الصارم بوصفهما حلًا للآفات المجتمعية، واقتفاء أثر الدعارة، وتعاطي المخدرات، وإنجاب طفل خارج إطار الزواج. وظلت الحركة حية طوال معظم القرن العشرين ووجدت طريقها إلى المدارس الأمريكية، وانتقلت في شكل أفلام صفية عن الحيض، والأمراض المنقولة جنسيًا، وتعاطي المخدرات، والسلوك الجنسي المقبول، بالإضافة إلى مجموعة من المنشورات والملصقات والكتب المدرسية والأفلام.

## نبذة تاريخية
تطورت حركة الصحة النفسية، بشكل منفصل جزئيًا وتُعرف الآن عمومًا باسم الصحة العقلية، على الرغم من أن المصطلح الأقدم ما يزال قيد الاستخدام، مثلًا: في قانون ولاية نيويورك. تمثل حركة النظافة الاجتماعية نسخة منطقية ومهنية لحركة النقاء الاجتماعي السابقة. كان العديد من الإصلاحيين، مثل ماري ستوبس، من أنصار تحسين النسل. ناقشوا تعقيم مجموعات معينة، حتى الجماعات العرقية، في المجتمع واستوحوا ذلك من نظرية تشارلز داروين في الاصطفاء الطبيعي. في الواقع، بحلول الثلاثينيات من القرن العشرين، حدثت آلاف عمليات التعقيم القسري للأشخاص الذين يُعتبرون غير مرغوب فيهم في أمريكا ودول أخرى كل عام. استمر هذا لعدة عقود أخرى في بعض البلدان، على الرغم من أن الحركة بعد عام 1945 فقدت مصداقيتها إلى حد كبير.

### حركة النظافة الاجتماعية
بدأت حركة النظافة الاجتماعية تكتسب زخمًا وفي عام 1913 أصبحت الحركة جزءًا من منشورات المجلة الأمريكية للصحة العامة. تشكلت جمعية النظافة الاجتماعية الأمريكية رسميًا في عام 1913. ثم أعيدت تسميتها إلى جمعية الصحة الاجتماعية الأمريكية، وفي عام 2012 أصبحت جمعية الصحة الجنسية الأمريكية.
تبنت كليات الطب في روسيا نهج النظافة الاجتماعية في عشرينيات القرن العشرين وبدعم من مفوضية الصحة العامة. كان التعريف الذي اعتمده المفوض نيكولاي سيماشكو أقل تركيزًا على تحسين النسل وأكثر انسجامًا مع ما يُعتبر الآن الصحة العامة: «دراسة تأثير العوامل الاقتصادية والاجتماعية على الإصابة بالمرض وعلى طرق جعل السكان أصحاء». افتتح معهد الدولة للنظافة الاجتماعية في عام 1923. لم يكن هذا النهج شائعًا لدى المعلمين أو طلاب الطب. في عام 1930 تغير اسم المعهد إلى معهد منظمة الرعاية الصحية والنظافة.

### جمعية النظافة الاجتماعية الأمريكية
تعاونت جمعية النظافة الاجتماعية الأمريكية مع الحكومة خلال الحرب العالمية الأولى. قدمت جمعية النظافة الاجتماعية الأمريكية معلومات عن الصحة الاجتماعية والصحة الجنسية للجنود آملين أن يساعد هذا التعليم في تقليل عدد الجنود المصابين بأمراض تناسلية.
واعتبرت فكرة الدعارة «شرًا لابد منه» في ظل مطالبة مصطنعة نشأت من خلال أشكال مختلفة منها الفساد السياسي والإعلان. ومع إجراء مزيد من التحقيق في أعمال الدعارة في المدن التي لا تحتوي على الدعارة التجارية، كانت هناك جرائم أقل، وبدا أنها في شكل أفضل من تلك التي احتوت على الدعارة. وُجد أن معظم البغايا اللائي خضعن للفحص مصابات بأمراض تناسلية، ولكن ذلك اشتمل على وصمة عار اجتماعية سلبية منعت الناس من الخضوع للفحص، وهكذا انطلقت حملة تضم العديد من المنظمات لقمع الدعارة والبدء في تثقيف الناس حول الجنس والأمراض التناسلية. المنظمتان اللتان نشأتا هما جمعية اليقظة الأمريكية، التي تكافح الدعارة، والاتحاد الأمريكي للنظافة الجنسية. أخيرًا، أدركت المنظمتان مصلحتهما المشتركة ودعتا إلى عقد اجتماع في بوفالو، نيويورك وهناك صيغ مصطلح «النظافة الاجتماعية». بحلول عام 1914 اندمجت المنظمتان في منظمة واحدة أطلقت على نفسها اسم «الجمعية الأمريكية للنظافة الاجتماعية».